# Le Billet de logement
Pour plus de détails, voir Fiche technique et Distribution.
Le Billet de logement est un film français réalisé par Charles-Félix Tavano, sorti en 1932.

## Fiche technique
- Titre : Le Billet de logement
- Réalisation : Charles-Félix Tavano
- Scénario : Charles-Félix Tavano et Georges Monca, d'après la pièce de Henri Kéroul[1] et Antony Mars (créée en 1901 au Théâtre des Folies dramatiques à Paris[2])
- Décors : Robert-Jules Garnier
- Photographie : Christian Matras et Albert Sorgius
- Musique : Henri Goublier
- Société de production : Synchro-Ciné
- Pays d'origine :  France
- Format : Noir et blanc — 35 mm — 1,37:1 — Son mono
- Genre : Comédie
- Durée : 95 minutes
- Dates de sortie : 
  - France : 30 septembre 1932

## Distribution
- André Berley : Labourdette
- Jeanne Helbling : Madame veuve Martin
- Lucienne Parizet : Paulette
- Georges Melchior : le colonel
- Lucien Gallas : Champeaux
- Harry Krimer : le lieutenant de Fréville
- Gustave Hamilton : frère Dingois
- Albert Broquin : Filerin
- Pierre Darteuil : Moulard, l'ordonnance
- Simone Judic : Zulma
- Pierre Finaly : Dingois
- Jane de Carol : Madame Savoureux
- Germaine Baron : Paulette Martin
- Arielle : Madame Dingois
- Germaine Brière